# Хронология древнегреческих мифов
Хронология греческих мифов представляет временную линию событий, известных по древнегреческим мифам, которые датируются согласно умозрительным представлениям учёных классического и позднеантичного периода, пытавшихся систематизировать дошедший до них набор историй. Приведенные даты в большинстве своем относятся к времени, предшествовавшему Тёмным векам, поэтому не подкрепляются никакими доказательствами, и если имеют некие пересечения с подлинными историческими событиями, то обычно лишь случайно.

## Характеристика источников
Нижеследующий список составлен на основе Хроники Евсевия-Иеронима, источниками которой в ранней части послужил труд хронографа Кастора (I в. до н. э.), который, в свою очередь, опирался на «Хронографию» Эратосфена.
При существовании нескольких версий в его источниках Евсевий обычно отмечает их под несколькими годами. К примеру, прибытие Ио в Египет, убийство Антея и основание Фив упоминаются трижды, похищение Европы — четырежды, дважды — основание Коринфа, основание Кносса, жизнь Прометея и др.
Даты правления царей Египта (по Манефону) и Ассирии, а также сведения о библейских персонажах не приводятся (см. Библейская хронология). Для царей указано начало их правления, как в оригинале.
Для сопоставления приведены данные более раннего сочинения — так называемой «Паросской хроники», составленной в 264 г. до н. э.

## Датированные события
Эгиалей правил в Сикионе 52 года. Его именем названа Эгиалея (ныне Пелопоннес).
- 1 год Авраама (2016 год до н. э.): Европ — второй царь Сикиона, правил 45 лет. Авраам родился на 25 году его правления. Нин основал в земле ассирийцев город Нин, который называют Ниневия. К тому времени 16-я египетская династия (из Фив) правила 190 лет.
- 7 год Авраама (2010 до н. э.) — Маг Зороастр, царь Бактрии, с которым сражался Нин.
- 10 (2007 до н. э.) — Семирамида правила Ассирией 42 года. Построила много городов.
- 24 (1993 до н. э.) — Тельхин правил в Сикионе 20 лет.
- 44 (1973 до н. э.) — Апис правил в Сикионе 25 лет, его именем названа Апия (ныне Пелопоннес).
- 53 (1964 до н. э.) — Местный житель Крит первым стал править на Крите.
- 56 (1961 до н. э.) — Крит назван в честь Крита, одного из куретов, кем был похищен и воспитан Зевс. Они основали Кносс и храм Кибелы (имеется в виду Рея).
- 69 (1948 до н. э.) — Телксион правил в Сикионе 52 года.
- 121 (1896 до н. э.) — Эгидр правил в Сикионе 34 года.
- 130 (1887 до н. э.) — Некоторые датируют этим годом начало правления Крита.
- 155 (1862 до н. э.) — Фуримах правил в Сикионе 45 лет.
- 160 (1857 до н. э.) — Инах начал править Аргосом, 50 лет.
- 161 (1856 до н. э.) — Дочери Инаха Ио египтяне дали имя Исида и начали поклоняться ей. Река Инах в Аргосе названа по имени царя. Босфор назван от Ио.
- 166 (1851 до н. э.) — Хронограф Кастор заявляет, что проследил царей Аргоса от Инаха до Сфенеланта (сына Кротопа) на протяжении 382 лет.
- 180 (1837 до н. э.) — На Аписа в Египте смотрели как на бога и назвали его Серапис.
- 200 (1817 до н. э.) — Левкипп правил в Сикионе 53 года.
- 210 (1807 до н. э.) — Начал править царь Аргоса Фороней, 60 лет. Сын Инаха и Ниобы, установил законы и суды (по некоторым, Ниоба — его дочь). Платон упоминает время Форонея в «Тимее».
- 223 (1794 до н. э.) — Фессал, сын Грека, правит в Фессалии.
- 226 (1791 до н. э.) — Зевс возлежал с Ниобой (первой из женщин), от которой родился Апис, которого прозвали Серапис.
- 230 (1787 до н. э.) — Фелкисии и кариатийцы начали войну против Форонея и паррасиев. (комментарий — речь о тельхинах и карийцах)
- 237 (1780 до н. э.) — Огиг основал Элевсин в Аттике, которая тогда называлась Актой. На озере Тритон появилась дева, которую греки назвали Афина.
- 253 (1764 до н. э.) — Мессап правил в Сикионе 47 лет.
- 260 (1757 до н. э.) — В правление Огига произошёл потоп. Основана Мессана, которую называют Мамертина.
- 270 (1747 до н. э.) — Апис правил Аргосом 35 лет.
- 271 (1746 до н. э.) — Апис, брат Эгиалея, отплыл в Египет.
- 279 (1738 до н. э.) — Тельхины, завоевав остров, основали Родос, который ранее назывался Офиуса.
- 282 (1735 до н. э.) — Апис основал Мемфис в Египте.
- 300 (1717 до н. э.) — Эрат правил в Сикионе 46 лет.
- 300 (1717 до н. э.) — Спарт, сын Форонея, основал Спарту.
- 305 (1712 до н. э.) — Арг правил Аргосом 70 лет.
- 332 (1685 до н. э.) — По мнению некоторых, жил Прометей, который создал людей. На самом деле он был мудрецом, и превратил их дикость и невежество в утонченность и познание.
- 346 (1671 до н. э.) — Племней правил в Сикионе 48 лет.
- 375 (1642 до н. э.) — Криасс правил Аргосом 54 года.
- 376 (1641 до н. э.) — В Аргосе Каллифий, сын Пиранта, впервые исполнил обязанности жреца.
- 380 (1637 до н. э.) — Атлант, брат Прометея, был прозван «астрологом», из-за его познаний о нём говорили, что он «держит небо».
- 394 (1623 до н. э.) — Орфополид правил в Сикионе 63 года.
- 400 (1617 до н. э.) — Жил местный житель Сир, от которого получила имя Сирия.
- 404 (1613 до н. э.) — Эфиопы, происходящие с реки Инд, поселились близ Египта.
- 429 (1588 до н. э.) — Форбант правил Аргосом 35 лет.
- 429 (1588 до н. э.) — Основан город Эпидавр.
- 431 (1586 до н. э.) — Некоторые пишут, что тогда жили Прометей, Эпиметей, Атлант, Аргос Панопт и Ио (дочь Прометея). Другие утверждают, что они жили во время Кекропа, а некоторые — что жили на 60 или 90 лет раньше Кекропа.
- 439 (1578 до н. э.) — Гемон первым правил в Фессалии.
- 441 (1576 до н. э.) — Форбант завоевал Родос.
- 443 (1574 до н. э.) — Геракл — первый, кто победил Антея в состязании в борьбе.
- 448 (1569 до н. э.) — Трохил — первый, кто запряг квадригу.
- 451 (1566 до н. э.) — Ксанф с Триопа основал Лесбос.
- 453 (1564 до н. э.) — Кидон правил на Крите.
- 457 (1560 до н. э.) — Марафий правил в Сикионе 30 лет.
- 457 (1560 до н. э.) — В Аттике, которая тогда называлась Акта, Кекроп, которого также называли Дифий, первым стал царем, правив 50 лет. От Кекропа до первой Олимпиады было 17 царей.
- 464 (1553 до н. э.) — Триоп правил Аргосом 46 лет.
- 466 (1551 до н. э.) — В правление Кекропа на акрополе выросло оливковое дерево, и Афины названы именем Афины. Кекроп был назван «двуприродным» либо из-за длины тела, либо потому, что знал два языка: египетский и греческий.
- 471 (1546 до н. э.) — Кекроп первым принёс в жертву быка и призвал Зевса; область назвали Кекропия.
- 474 (1543 до н. э.) — Куреты и корибанты основали Кносс: они открыли танец с оружием.
- 478 (1539 до н. э.) — Халдеи сражались с финикийцами.
- 480 (1537 до н. э.) — Мусей (у Иеронима Мусик), сын Евктея и нимфы, известен.
- 481 (1536 до н. э.) — Девкалион начал править над людьми, жившими у Парнаса.
- 483 (1534 до н. э.) — Состоялся суд перед Кекропом между Посейдоном и Афиной.
- 487 (1530 до н. э.) — Мараф правил в Сикионе 30 лет (по таблице — 20)
- 487 (1530 до н. э.) — Зевс возлежал с Ио, дочерью Иаса, чьим именем (либо от быка), назван Боспор.
- 488 (1529 до н. э.) — Кекроп основал Афины на Евбее, которые также называют Диада, этот город евбейцы называют Орхомен.

### Времена после Девкалионова потопа
- 491 (1526 до н. э.) — Потоп, который произошёл в Фессалии во время Девкалиона, и большой пожар, который случился при Фаэтоне.
- 494 (1523 до н. э.) — В Эфиопии, согласно Платону, было много эпидемий.
- 498 (1519 до н. э.) — От Девкалиона, Эллина и Пирры те, кто ранее назывались греками, были прозваны эллинами, и Акта была названа Аттикой.
- 503 (1514 до н. э.) — Основан Коринф, ранее называвшийся Эфирой.
- 505 (1512 до н. э.) — По некоторым авторам, Ио прибыла в Египет, там была названа Исидой, и позже вышла замуж за Телегона, родив Эпафа.
- 506 (1511 до н. э.) — Эрисихтон построил храм Аполлона на Делосе.
- 507 (1510 до н. э.) — Эхирей правил в Сикионе 55 лет.
- 507 (1510 до н. э.) — Учрежден суд в Ареопаге.
- 507 (1510 до н. э.) — Геракл известен в Финикии под именем Десинея, как его называют каппадокийцы и элианы.
- 510 (1507 до н. э.) — Дионис (но не сын Семелы) открыл вино.
- 510 (1507 до н. э.) — Кротоп правил Аргосом 21 год.
- 510 (1507 до н. э.) — Кранай правил в Афинах 9 лет.
- 510 (1507 до н. э.) — В Египте правил Телегон.
- 511 (1506 до н. э.) — Орис, сын пастуха, седьмой потомок Инаха.
- 511 (1506 до н. э.) — По имени Аттиды, дочери местного жителя Краная, названа Аттика.
- 514 (1503 до н. э.) — На Крите правил Аптерас, который основал город (Аптеры).
- 519 (1498 до н. э.) — Амфиктион правил в Афинах 10 лет.
- 520 (1497 до н. э.) — Дионис (сын Девкалиона, но не сын Семелы), прибыл в Аттику, принят как гость Семахом и дал его дочери козью шкуру.
- 528 (1489 до н. э.) — Храм на Делосе построен Эрисихтоном (сыном Кекропа).
- 529 (1488 до н. э.) — Эпаф, сын Зевса и младшей Ио, основал Мемфис, когда правил в Нижнем Египте.
- 529 (1488 до н. э.) — Эрихтоний правил в Афинах 50 лет.
- 530 (1487 до н. э.) — Лакедемон, сын Семелы, основал Лакедемон.
- 531 (1486 до н. э.) — Сфенел правил Аргосом 11 лет. Евсевий приводит цитату из хронографа Кастора, согласно которому Сфенел был изгнан Данаем.
- 532 (1485 до н. э.) — Жил Эрихтоний (сын Гефеста и Афины), которого Гомер называет Эрехтей.
- 534 (1483 до н. э.) — Аркад (сын Зевса и Каллисто), вновь подчинив пеласгов, называет область Аркадией.
- 537 (1480 до н. э.) — Египет, ранее называвшийся Аэрия, получает название от царя Египта.
- 540 (1477 до н. э.) — Дардан основал Дарданию.
- 542 (1475 до н. э.) — В Аргосе правит Геланор, но его лишают власти аргивяне, и царем становится Данай. Данай правит 50 лет.
- 543 (1474 до н. э.) — Данай делает Аргос изобильным водой.
- 546 (1471 до н. э.) — Эрихтоний впервые запрягает колесницу четырьмя лошадьми. Евсевий поясняет, что он был первым лишь в Греции, среди других народов это уже существовало.
- 550 (1467 до н. э.) — Данай с помощью 50 дочерей убивает 50 сыновей Египта, лишь Линкей спасается.
- 556 (1461 до н. э.) — На Крите правит Лапис.
- 559 (1458 до н. э.) — Бусирид, сын Посейдона и Ливии (дочери Эпафа), устанавливает тиранию, убивая путешественников.
- 562 (1455 до н. э.) — Коракс правил в Сикионе 30 лет.
- 563 (1454 до н. э.) — Феникс и Кадм, высланные из Фив Египетских в Сирию, правят в Тире и Сидоне.
- 567 (1450 до н. э.) — Флегий сжигает храм в Дельфах.
- 570 (1447 до н. э.) — На Крите правит Астерий.
- 572 (1445 до н. э.) — Зевс возлежит с Европой, дочерью Феникса. Астерий, царь Крита, берет её в жены и усыновляет Миноса, Радаманфа и Сарпедона.
- 579 (1438 до н. э.) — Пандион правит в Афинах 40 лет. Сын Эрихтония, его дочери Прокна и Филомела.
- 582 (1435 до н. э.) — В Аргосе Гипермнестра исполняет обязанности жрицы.
- 583 (1434 до н. э.) — Радаманф и Сарпедон — цари ликийцев.
- 584 (1433 до н. э.) — Похищение Европы.
- 587 (1430 до н. э.) — Кадм царствует в Фивах. От его дочери Семелы рожден Дионис. В его правление жил певец Лин.
- 592 (1425 до н. э.) — Эпопей правил в Сикионе 35 лет.
- 592 (1425 до н. э.) — Основаны города Мелос, Пафос, Фасос и Каллиста.
- 592 (1425 до н. э.) — Линкей правит Аргосом 41 год.
- 592 (1425 до н. э.) — Феникс основывает Вифинию, которую раньше называли Мариандиной.
- 596 (1421 до н. э.) — Лин из Фив, а также Зеф и Амфион, известны в музыкальном искусстве.
- 599 (1418 до н. э.) — Жили идейские дактили, которые открыли железо.
- 601 (1416 до н. э.) — Амфион и Зеф царствуют в Фивах.
- 602 (1415 до н. э.) — В Дардании правит Эрихтоний.
- 603 (1414 до н. э.) — Происходят события, которые связывают с Деметрой (которую отождествляют с Исидой) и Данаей.
- 608 (1409 до н. э.) — Сисиф основывает город Эфиру, который ныне называется Коринфом.
- 609 (1408 до н. э.) — Гармония похищена Кадмом.
- 611 (1406 до н. э.) — Минос, сын Европы, правит на Крите.
- 612 (1405 до н. э.) — Основаны Кадмея и Сида в Киликии.
- 613 (1404 до н. э.) — Келей правит в Элевсине. Филохор дает рационалистическое истолкование мифа о Триптолеме, говоря, что его корабль имел изображение крылатого змея и привез в город зерно.
- 619 (1398 до н. э.) — Ахей основывает Ахайю.
- 619 (1398 до н. э.) — Эрехтей правит Афинами 50 лет. Сын Пандиона, в его правление начались мистерии.
- 619 (1398 до н. э.) — Пелоп правит Аргосом 59 лет, его именем назван Пелопоннес.
- 620 (1397 до н. э.) — Рассказ о Персефоне, которую похитил Аидоней — на самом деле Орк, царь молоссов. Его огромного пса звали Кербер, и он съел Пирифоя (по Филохору).
- 627 (1390 до н. э.) — Лаомедонт правил в Сикионе 40 лет.
- 629 (1388 до н. э.) — Семелой рожден Дионис, которого по-латыни называют Либер.
- 630 (1387 до н. э.) — Фракиец Борей, сын Астрея, похищает Орифию, дочь Эрехтея. Мифы называют его северным ветром. Начало мистерий.
- 633 (1384 до н. э.) — События, которые рассказывают о Персее.
- 635 (1382 до н. э.) — Фрикс и Гелла бегут от козней мачехи на корабле со знаком барана (ссылка на Палефата).
- 642 (1375 до н. э.) — Кадм изгнан из Фив, правят Амфион и Зеф.
- 643 (1374 до н. э.) — События, которые рассказывают о Прокне и Филомеле.
- 647 (1370 до н. э.) — Война, произошедшая при Евмолпе.
- 650 (1367 до н. э.) — Известен провидец Мелампод.
- 652 (1365 до н. э.) — В Дардании правит Трос, чьим именем названы троянцы.
- 655 (1362 до н. э.) — Сообщают, что в Дельфах пророчица Фемоноя первой воспела будущее в гекзаметрах.
- 656 (1361 до н. э.) — Прет правил Аргосом 17 лет.
- 657 (1360 до н. э.) — Тантал правил фригийцами, которые ранее назывались меонийцами.
- 659 (1358 до н. э.) — Из-за похищения Ганимеда начинается война между его отцом Тросом и Танталом, о чём писал Фанокл. Об этом изобретена басня о Зевсе.
- 665 (1352 до н. э.) — Титий пирует с Танталом. Титий жил во времена Лето, матери Аполлона, который вместе с Гераклом служил Адмету.
- 665 (1352 до н. э.) — Происходят события, которые рассказывают о Фриксе и Меликерте. Учреждены Истмийские игры.
- 667 (1350 до н. э.) — Сикион правил в Сикионе 45 лет.
- 669 (1348 до н. э.) — В Афинах правит Кекроп младший (брат Эрехтея) 40 лет.
- 669 (1348 до н. э.) — Пелоп женится на Гипподамии.
- 671 (1346 до н. э.) — Персей сражается против персов, держа голову Горгоны. Согласно Дидиму, она была очень красива.
- 673 (1344 до н. э.) — Акрисий правит Аргосом 31 год.
- 675 (1342 до н. э.) — Пегас — это лошадь некоей женщины, либо, по Палефату, корабль Беллерофонта.
- 681 (1336 до н. э.) — В Ливии основан город Кирена.
- 684 (1333 до н. э.) — Известен силач Ион, от которого афинян прозвали ионийцами.
- 686 (1331 до н. э.) — Деяния Персея.
- 687 (1330 до н. э.) — Дионис(ий) сражается с индийцами и основывает город Нису у реки Инд.
- 690 (1327 до н. э.) — В Фивах правит Амфион. Некоторые его слушатели были похожи на камни.
- 696 (1321 до н. э.) — По некоторым, Кадм правит в Фивах.
- 698 (1319 до н. э.) — Европа увезена критянами в корабле со знаком быка.
- 700 (1317 до н. э.) — Пелоп правит Пелопоннесом и руководит Олимпийскими играми. Начав войну с Илионом, он побежден Дарданом.
- 701 (1316 до н. э.) — Согласно Палефату, спарты образуют союз против Кадма.
- 705 (1312 до н. э.) — Конец династии царей Аргоса. Власть переходит к Пелопу, правившему 59 лет, а затем к Еврисфею, правившему 45 лет.
- 705 (1312 до н. э.) — После Акрисия, в Микенах были следующие цари: Персей, Сфенел, Еврисфей, Атрей, Фиест, Агамемнон, Эгист, Орест, Тисамен, Пенфил, Комет.
- 707 (1310 до н. э.) — Мидас правит во Фригии.
- 709 (1308 до н. э.) — Ил основал Илион.
- 709 (1308 до н. э.) — Пандион правит в Афинах 25 лет.
- 710 (1307 до н. э.) — Персей, нечаянно убив Акрисия, покидает Аргос и царствует.
- 712 (1305 до н. э.) — Полиб правил в Сикионе 40 лет.
- 713 (1304 до н. э.) — Лаий похищает Хрисиппа.
- 715 (1302 до н. э.) — Построен храм в Элевсине.
- 719 (1298 до н. э.) — Некоторые датируют этим годом деяния Диониса, связанные с Индией, а также Ликурга, Актеона и Пенфея. Согласно поэту Динарху, он убит в битве против Персея. Его могила в Дельфах.
- 731 (1286 до н. э.) — Основан Милет.
- 732 (1285 до н. э.) — По некоторым авторам, похищена Европа (дочь Агенора).
- 734 (1283 до н. э.) — Пандион бежит из-за заговора Метионидов.
- 734 (1283 до н. э.) — В Афинах Эгей (сын Пандиона) правит 48 лет.
- 734 (1283 до н. э.) — Известен Филаммон из Дельф, который впервые установил хоровой танец у Пифии.
- 735 (1282 до н. э.) — Сказания о искусном скульпторе Дедале, который с сыном Икаром бежал от Миноса на корабле.
- 746 (1271 до н. э.) — Основан Кизик.
- 747 (1270 до н. э.) — Сказание об аргонавтах.
- 748 (1269 до н. э.) — После Пелопа Атрей и Фиест разделили власть над Пелопоннесом.
- 751 (1266 до н. э.) — Путешествие аргонавтов.
- 752 (1265 до н. э.) — Известен фракиец Орфей, чьим учеником был Мусей, сын Евмолпа.
- 752 (1265 до н. э.) — Инах правил в Сикионе 42 года.
- 753 (1264 до н. э.) — Известен Лин, учитель Геракла.
- 755 (1262 до н. э.) — Рассказ о Гипсипиле с Лемноса.
- 755 (1262 до н. э.) — Атрей и Фиест правят в Микенах 65 лет.
- 755 (1262 до н. э.) — Еврисфей правит в Микенах 40 лет.
- 756 (1261 до н. э.) — Рассказ о сфинксе и Эдипе, а также об аргонавтах, среди которых были Геракл, Асклепий, Кастор и Полидевк. Палефат пишет, что Сфинкс — это жена Кадма, бежавшая от коварства Гармонии.
- 767 (1250 до н. э.) — Минос владеет морем и дает законы критянам, как сообщает Парадий.
- 770 (1247 до н. э.) — Известен Фамирид, сын Филаммона.
- 772 (1245 до н. э.) — Геракл завершает свои подвиги, убивает Антея, разоряет Илион.
- 776 (1241 до н. э.) — Война между кентаврами и лапифами. Согласно Палефату, это воители из Фессалии.
- 781 (1236 до н. э.) — После Лаомедонта начинает править Приам.
- 782 (1235 до н. э.) — Тесей правит в Афинах 30 лет.
- 782 (1235 до н. э.) — Колхидянка Медея покидает Эгея.
- 783 (1234 до н. э.) — Война семерых против Фив.
- 783 (1234 до н. э.) — Андрогей обманом убит в Афинах.
- 785 (1232 до н. э.) — Рассказ о Минотавре, который, согласно Филохору, был учителем Миноса по имени Тавр.
- 794 (1223 до н. э.) — Фест правил в Сикионе 8 лет.
- 795 (1222 до н. э.) — Тесей похищает Елену. Её возвращают её братья, которые пленят мать Тесея.
- 798 (1219 до н. э.) — Тесей организует синойкизм и изгнан остракизмом, который сам и учредил.
- 802 (1215 до н. э.) — Минос установил законы и правила.
- 802 (1215 до н. э.) — Адраст правил в Сикионе 4 года.
- 803 (1214 до н. э.) — Согласно Филистию, Зор и Карфаго из Тира основали Карфаген.
- 805 (1212 до н. э.) — Геракл установил Олимпийские игры, от которых до 1 Олимпиады прошло 430 лет.
- 806 (1211 до н. э.) — Полифид правил в Сикионе 31 год.
- 807 (1210 до н. э.) — Тесей как беглец покидает Афины.
- 809 (1208 до н. э.) — Война амазонок против Фив.
- 810 (1207 до н. э.) — Рассказ о Мелеагре и калидонском вепре.
- 812 (1205 до н. э.) — В Афинах Менесфей (сын Петея) правит 23 года.
- 813 (1204 до н. э.) — Минос, приплыв на Сицилию, убит дочерьми Кокала.
- 816 (1201 до н. э.) — Атрей правит в Аргосе.
- 817 (1200 до н. э.) — Федра влюбляется в Ипполита.
- 818 (1199 до н. э.) — В Ливии Геракл убивает Антея.
- 819 (1198 до н. э.) — Менелай правит в Лакедемоне.
- 820 (1197 до н. э.) — Агамемнон правит в Микенах 35 лет, на 18 год его правления взята Троя.
- 820 (1197 до н. э.) — Эпигоны начинают войну против Фив.
- 821 (1196 до н. э.) — Больной Геракл приказывает сжечь себя на 52 году своей жизни (по некоторым, он погиб на 30-м году жизни).

### Времена после начала Троянской войны
- 826 (1191 до н. э.) — Александр похищает Елену. Из-за яблока начинается десятилетняя Троянская война.
- 832 (1185 до н. э.) — Мемнон и амазонки приходят на помощь Приаму.
- 835 (1182 до н. э.) — Падение Трои.
- 835 (1182 до н. э.) — Менесфей умирает на Мелосе, возвращаясь из-под Трои. После него в Афинах правит Демофонт 33 года. От первого года Кекропа до 23-го года Менесфея прошло 375 лет.
- 835 (1182 до н. э.) — Фуорида, царя Египта, которого Гомер называет Полибом, мужем Алкандры, посещают Менелай и Елена.
- 837 (1180 до н. э.) — Пеласг правил в Сикионе 20 лет.
- 838 (1179 до н. э.) — На третий год после взятия Трои (или, по некоторым, на восьмой год), Эней правит латинами, которых позднее назвали римлянами, 3 года. До него Янус, Сатурн, Пик, Фавн и Латин правили в Италии около 150 лет.
- 841 (1176 до н. э.) — Асканий правит 38 лет.
- 841 (1176) — Эгисф правит в Микенах.
- 842 (1175 до н. э.) — Лидийцы владеют морем.
- 842 (1175 до н. э.) — В Микенах после убийства Эгисфа Орест правит 15 лет.
- 843 (1174 до н. э.) — Асканий основывает Альбу.
- 845 (1172 до н. э.) — Согласно Палефату, Скилла — это тирренская трирема, а сирены — это гетеры.
- 851 (1166 до н. э.) — Асканий основал Альба-Лонгу, оставив царство своей мачехе Лавинии.
- 857 (1160 до н. э.) — Зевксипп правил в Сикионе 31 год.
- 857 (1160 до н. э.) — Пирр убит Орестом в храме Аполлона в Дельфах из-за измены жреца Махерея. Некоторые утверждают, что в это время жил Гомер.
- 860 (1157 до н. э.) — В Микенах правит Тисамен.
- 863 (1154 до н. э.) — Сыновья Гектора вновь захватывают Илион, изгнав потомство Антенора, Гелен оказывает им помощь.
- 868 (1149 до н. э.) — Оксинт правит в Афинах 12 лет.
- 868 (1149 до н. э.) — По некоторым авторам, происхождение Гераклидов.
- 871 (1146 до н. э.) — Амазонки сжигают храм в Эфесе.
- 875 (1142 до н. э.) — Впервые проводятся Ликийские игры.
- 880 (1137 до н. э.) — Афидант правит в Афинах 1 год. Евсевий приводит цитату из Кастора: тот проследил правителей Афин от Эрехтеидов до Фимета 429 лет. После него правил Меланф, сын Андропомпа.
- 881 (1136 до н. э.) — Фимет правит в Афинах 8 лет.
- 888 (1129 до н. э.) — Конец царской власти в Сикионе после 962 лет. Начали править жрецы Карнея. Шесть жрецов правили 33 года (см. de:Karneenpriester), затем Харидем бежал, не в силах исполнять эти обязанности.
- 888 (1129 до н. э.) — Беотиец Ксанф вызвал на бой Фимета, тот отказался, царем стал Меланф. В память об этом празднуются Апатурии.
- 889 (1128 до н. э.) — Меланф правит в Афинах 37 лет.
- 913 (1104 до н. э.) — По мнению некоторых, тогда жил Гомер (так у Кратета). Согласно Эратосфену, он жил через 100 лет после взятия Трои; по Аристарху — во время Ионийского переселения, либо через 100 лет. По Филохору, через 180 лет после взятия Трои, в архонтство Архиппа. По Аполлодору, через 240 лет после падения Трои; по некоторым другим, через 400 лет, незадолго до начала Олимпиад.

### Времена после вторжения Гераклидов
Если специальная сноска отсутствует, источником является «Хроника Евсевия», которая сама компилирует несколько источников.
- 919 (1098 до н. э.) — Приход Гераклидов в Пелопоннес.
- 923 (1094 до н. э.) — Еврисфей и Прокл захватывают Спарту.
- 932 (1085 до н. э.) — Ионийцы бегут в Афины.
- 1084 (?) — По Эратосфену, Гомер родился через 100 лет после взятия Трои[1].
- 937 (1080 до н. э.) — Война пелопоннесцев против афинян.
- 940 (1077 до н. э.) — Вторжение в Азию амазонок и киммерийцев.
- 947 (1070 до н. э.) — Война пелопоннесцев против афинян.
- 949 (1068 до н. э.) — Кодр предал себя смерти по предсказанию оракула.
- 960 (1057 до н. э.) — Пеласги господствуют над морем.
- 964 (1053 до н. э.) — Основана Магнесия в Азии.
- 967 (1050 до н. э.) — Основана Микена (или Кумы) в Италии[2]. Рассказ об основании города и имена ойкистов приводит Страбон, считающий его древнейшей колонией[3][4].
- 971 (1046 до н. э.) — Основана Мирина[2].
- 972 (1045 до н. э.) — Андроник основал Эфес[2].
- 1044/43 до н. э. — Основание Ионии по датировке Эратосфена[5].
- 978 (1039 до н. э.) — Кархедон из Тира основал Карфаген; по мнению других, город основала его дочь Дидона через 143 года после Троянской войны.
- 981 (1036 до н. э.) — Ионийское переселение, в котором, как пишут некоторые, участвовал Гомер[2]. Согласно Аристарху, Гомер жил через 140 лет после падения Трои[6].
- 1000 (1017 до н. э.) — Некоторые говорят, что в это время жили Гомер и Гесиод[7].
- 1003 (1014 до н. э.) — По некоторым авторам, Дидона основала Карфаген.
- 1011 (1006 до н. э.) — Фракийцы господствуют над морем в течение 19 лет.
- 1004 (?) — По Филохору, от взятия Трои до рождения Гомера прошло 180 лет[8].
- 1031 (986 до н. э.) — Основан Самос, а Смирна становится городом[7].
- 1029 (984 до н. э.) — По Евфимену и Архемаху, Гомер и Гесиод жили через 200 лет после взятия Трои[9].
- 1044 (973 до н. э.) — Фракийцы, перейдя через Стримо, занимают Бебрикию, которая теперь называется Вифинией[7].
- 1050 (967 до н. э.) и 1054 (963) — Фракийцы господствуют над морем.
- 1101 (916 до н. э.) — Родосцы господствуют над морем, в течение 23 лет.
- 1104 (913 до н. э.) — Согласно латинской истории, поэт Гомер был современником царя латинов Агриппы. По Аполлодору-грамматику и Евфорбу-историку, Гомер жил за 124 года до основания Рима, согласно же Корнелию Непоту — за 100 лет до первой Олимпиады[10]. По Аполлодору, Гомер жил через 100 лет после вывода ионийских колоени и был современником Ликурга и спартанского царя Агесилая I[11]. По «Паросской хронике», творчество Гомера относится к 906/05 годам, Гесиод жил на 30 лет раньше[12].
- 894 до н. э. — По «Паросской хронике», аргосец Федон начал чеканить монету и изготовил весы[13].
- 894—290 годом после взятия Трои историк Диевхид датировал жизнь Ликурга[14].
- 1125 (892 до н. э.) — Фригийцы господствуют над морем (пятые), 25 лет.
- 1134 (883 до н. э.) — Ликург известен.
- 1152 (865 до н. э.) — Киприоты господствуют над морем (шестые), 32 года.
- 1167 (850 до н. э.) — Некоторые говорят, что в это время был основан Карфаген.
- 1180 (837 до н. э.) — Финикийцы господствуют над морем (седьмые), 45 лет.
- 1197 (820 до н. э.) — Ликург Спартанский составляет законы для лакедемонян.
- 1203 (814 до н. э.) — Сгорел храм Юноны (Геры?).
- Около 810 до н. э. — Дата Ликурга, извлекаемая из Фукидида (хотя имя Ликурга Фукидид не упоминает). Он говорит: «около 400 лет или несколько больше» до конца Пелопоннесской войны[15][16].
- 1208 (809 до н. э.) — Согласно Порфирию, известен Гесиод.
- 1219 (798 до н. э.) — Фидон из Аргоса вводит меры и веса.
- 1221 (796 до н. э.) — По мнению Аполлодора, приняты законы Ликурга.
- 1228 (789 до н. э.) — В Коринфе построена первая трирема.
- 1233 (784 до н. э.) — После финикийцев, египтяне господствовали над морем.

Другие данные об архаическом периода из Евсевия приводятся в статьях:
- Архонты Афин.
- Цари Коринфа.
- Цари Спарты.
- Список царей Альба-Лонги.
- Цари Лидии.
- Цари Мидии.

## Данные «Паросской хроники»
- 1318 (1581/0) — В Афинах воцарился Кекроп, и область Актика стала называться Кекропией.
- 1310 (1573/2) — Девкалион воцарился в Ликорее возле Парнаса.
- 1268 (1531/0) — В царствование Краная в Афинах была тяжба между Аресом и Посейдоном из-за Галиррофия, и получил название Ареопаг.
- 1265 (1528/7) — В царствование Краная Девкалион бежал от потопа в Афины и основал святилище Зевса Олимпийского.
- 1258 (1521/0) — В царствование Амфиктиона в Афинах Девкалион воцарился в Фермопилах и принес жертвы, установив амфиктионию.
- 1257 (1520/19) — В царствование Амфиктиона Эллин воцарился во Фтиотиде и греки получили имя эллинов.
- 1252 (1515/4) — В царствование Амфиктиона Кадм (сын Агенора) прибыл в Фивы и построил Кадмею.
- 1242 (1505/4) — 50-весельный корабль, построенный Данаем, прибыл из Египта в Элладу.
- 1242 (1505/4) — Эрихтоний на первых Панафинеях запряг колесницу; в Кибелах явилось изваяние Матери Богов; фригиец Гиагнис изобрел флейту.
- (лакуна на месте даты) В царствование Пандиона Минос первый воцарился на Крите и основал Аполлонию, а идейские дактили Келмий и Дамнаменей нашли на Иде железо.
- 1145 (1408/7) — В царствование Эрехтея Деметра прибыла в Афины и открыла урожай, а возделал землю Триптолем, сын Келея и Неэры.
- 1142 (1405/6) — Триптолем собрал посеянный урожай в Рарии.
- 1135 (1398/7) — Орфей обнародовал свои творения, а Деметра отправилась на поиски дочери.
- 111* (лакуна в тексте, 1370-е) — В царствование Эрехтея Евмолп учредил таинства в Элевсине и обнародовал творения своего отца Мусея.
- 1062 (1325/4) — В царствование Пандиона (сына Кекропа) впервые состоялось очищение.
- (лакуна в тексте) — В царствование Пандиона в Элевсине учреждены гимнические состязания; в Аркадии впервые состоялись Ликеи.
- 1031 (1294/3) — В Афинах случился неурожай, и Аполлон повелел им принять решение Миноса.
- 995 (1258/7) — Тесей учредил государственное устройство и демократию, а также Истмийские игры после убийства Синиса.
- 992 (1255/4) — Поход амазонок в Аттику.
- 987 (1250/49) — Поход семерых против Фив и учреждение Немейских игр.
- 954 (1217/6) — На 13-м году царствования в Афинах Менесфея эллины отправились против Трои.
- 945 (1208/7) — На 22-м году царствования Менесфея взята Троя, на седьмой день до окончания фаргелиона.
- 944 (1207/6) — В царствование Демофонта в Афинах состоялась тяжба между Орестом и Эригоной из-за убийства Эгисфа и Клитемнестры, Орест был оправдан.
- 938 (1201/0) — Тевкр основал Саламин на Кипре.
- 813 (1076/5) — На 13-м году архонтства Медонта в Афинах Нелей основал города Ионии и учредил Панионии.